# Майами (округ, Огайо)
Округ Майами (англ. Miami County) располагается в штате Огайо, США. Официально образован 1 марта 1807 года. По состоянию на 2010 год, численность населения составляла 102 506 человека.

## География
По данным Бюро переписи США, общая площадь округа равняется 1 061,020 км2, из которых 1 053,043 км2 суша и 3,080 км2 или 0,750 % это водоёмы.

## Население
По данным переписи населения 2000 года в округе проживает 98 868 жителей в составе 38 437 домашних хозяйств и 27 943 семей. Плотность населения составляет 94,00 человек на км2. На территории округа насчитывается 40 554 жилых строений, при плотности застройки около 38,00-ти строений на км2. Расовый состав населения: белые — 95,78 %, афроамериканцы — 1,95 %, коренные американцы (индейцы) — 0,19 %, азиаты — 0,79 %, гавайцы — 0,01 %, представители других рас — 0,28 %, представители двух или более рас — 1,00 %. Испаноязычные составляли 0,73 % населения независимо от расы.
В составе 33,30 % из общего числа домашних хозяйств проживают дети в возрасте до 18 лет, 59,50 % домашних хозяйств представляют собой супружеские пары проживающие вместе, 9,70 % домашних хозяйств представляют собой одиноких женщин без супруга, 27,30 % домашних хозяйств не имеют отношения к семьям, 23,20 % домашних хозяйств состоят из одного человека, 9,50 % домашних хозяйств состоят из престарелых (65 лет и старше), проживающих в одиночестве. Средний размер домашнего хозяйства составляет 2,54 человека, и средний размер семьи 2,99 человека.
Возрастной состав округа: 25,90 % моложе 18 лет, 7,60 % от 18 до 24, 28,40 % от 25 до 44, 24,80 % от 45 до 64 и 24,80 % от 65 и старше. Средний возраст жителя округа 38 лет. На каждые 100 женщин приходится 96,20 мужчин. На каждые 100 женщин старше 18 лет приходится 92,40 мужчин.
Средний доход на домохозяйство в округе составлял 44 109 USD, на семью — 51 169 USD. Среднестатистический заработок мужчины был 37 357 USD против 25 493 USD для женщины. Доход на душу населения составлял 21 669 USD. Около 5,10 % семей и 6,70 % общего населения находились ниже черты бедности, в том числе — 9,10 % молодежи (тех, кому ещё не исполнилось 18 лет) и 5,60 % тех, кому было уже больше 65 лет.